# Wegekreuz Lüttenglehn 8

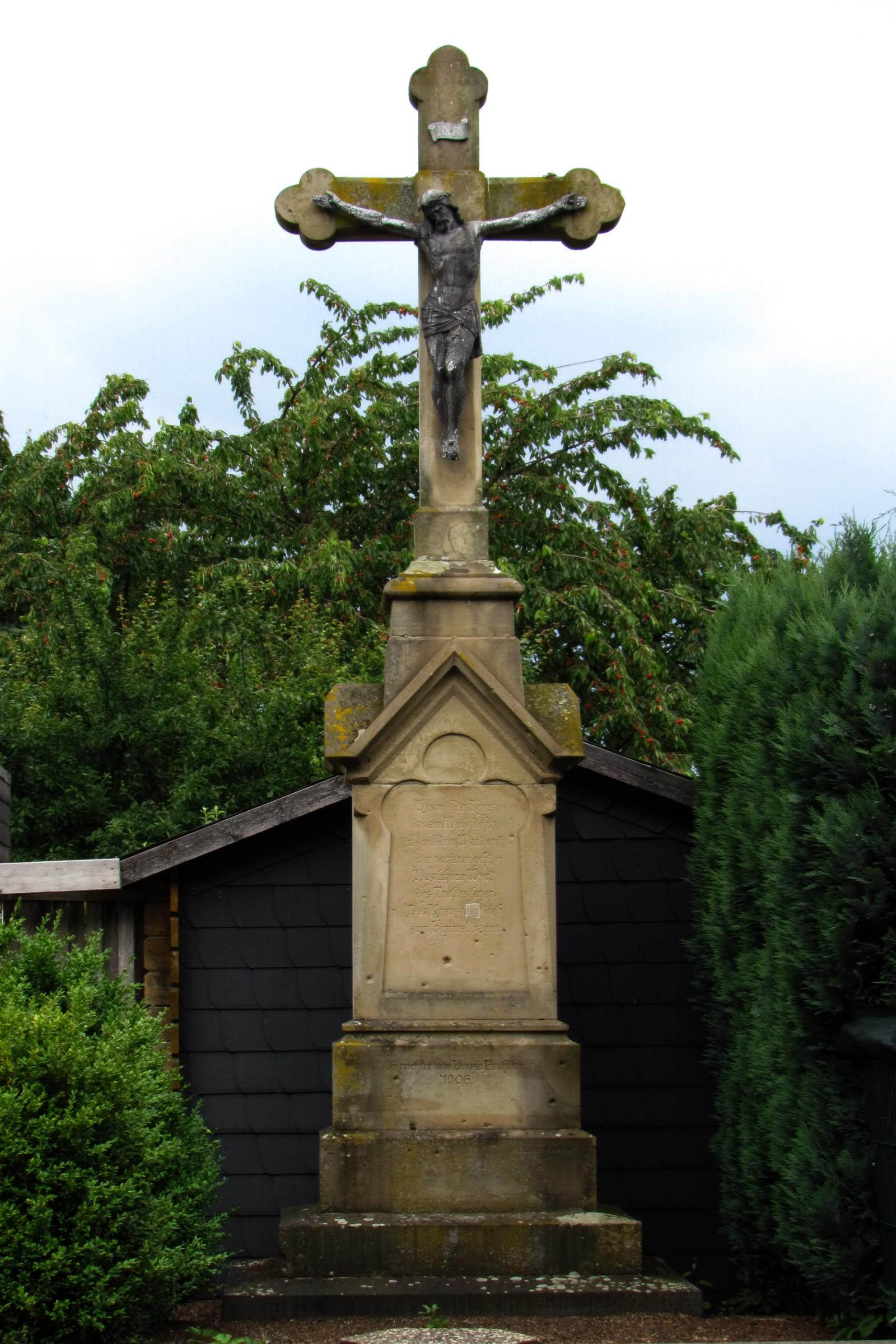
Wegekreuz

Das Wegekreuz Lüttenglehn 8 steht im Stadtteil Lüttenglehn in Korschenbroich  im Rhein-Kreis Neuss in Nordrhein-Westfalen.
Das Flurkreuz wurde 1906 erbaut und unter Nr. 062 am 16. September 1985 in die Liste der Baudenkmäler in Korschenbroich eingetragen.

## Architektur
Das Kreuz wurde aus Sandstein gefertigt. Es steht auf einem hohen neugotischen Sockel. An dem hohen Steinkreuz hängt ein Metallkorpus.